# Boronia fraseri
Boronia fraseri es una especie de arbusto perteneciente a la familia de los cítricos. Es originaria de Australia.

## Descripción
Es un arbusto que alcanza un tamaño de 0,5-2 m de altura, las ramitas glabras a poco estrellado-peludas, cuadrangular de manera prominente. Las hojas pinnadas con 3-7 foliolos en pares distantes, más grande el folíolo terminal, raquis de 60-30 mm de largo, alado, los folíolos elípticos a obovadas, de 10-60 mm de largo, 3.15 mm de ancho, el ápice obtuso, el margen entero y recurvado, glabros, el envés más pálido; con pecíolo 2-30 mm de largo. Las inflorescencias son axilares, con 2-6 flores; pedicelos de 6-16 mm de largo. Cáliz tomentoso. Pétalos de 6-10 mm de largo, de color rosa brillante o pálido de vez en cuando, tomentosos, persistente en el fruto. Filamentos estaminales glabros.

## Distribución y hábitat
Se encuentra principalmente en bosque esclerófilo húmedo y en la selva en los barrancos de piedra arenisca, principalmente en la región de Sídney en Nueva Gales del Sur.

## Taxonomía
Boronia fraseri fue descrita por William Jackson Hooker y publicado en Bot. Mag. 70: t. 4052, en el año 1843.
Sinonimia
- Boronia anemonifolia A.Cunn.[3]